# Westwood (Missouri)
Pour les articles homonymes, voir Westwood.
Westwood est un village situé en banlieue de Saint-Louis dans le comté de Saint-Louis, dans le Missouri, aux États-Unis,. Il est incorporé en 1951.

## Démographie
Lors du recensement de 2010, le village comptait une population de 278 habitants. Elle est estimée, en 2016, à 277 habitants.

### Source de la traduction
- (en) Cet article est partiellement ou en totalité issu de l’article de Wikipédia en anglais intitulé « Westwood, Missouri » (voir la liste des auteurs).